# Genom stormen
Genom stormen (engelska: Way Down East) är en amerikansk romantisk dramafilm från 1920 i regi av D.W. Griffith. Filmen är baserad på pjäsen Way Down East av Lottie Blair Parker från 1897. I huvudrollerna ses Lillian Gish och Richard Barthelmess.

## Handling
Anna Moore är en flicka från landet som hamnat i ekonomiska svårigheter, hon reser därför till Boston för att besöka sina rika släktingar, familjen Tremont och be dem om hjälp. Där luras hon av playboyen Lennox Sanderson som får henne att tro att de är gifta, han lämnar henne sedan och Anna föder deras barn ensam och utblottad. Efter att Annas mor dör flyttar hon till ett hyreshus i Belden där även barnet dör. Hon blir utkastad av värdinnan och får anställning på brukspatron Bartletts gård. 
Brukspatronens son David blir förälskad i Anna och hon är på väg att acceptera sin nyfunna lycka när Sanderson dyker upp och brukspatronen får reda på Annas förflutna med honom. Bartlett kastar ut henne från gården under en snöstorm, hon går vilse i stormen och hamnar på floden där hon svimmar. David räddar henne från isflaket hon flyter på och i slutet av filmen gifter Anna sig med David.

## Rollista
| Lillian Gish        | – Anna Moore                       |
| Richard Barthelmess | – David Bartlett                   |
| Lowell Sherman      | – Lennox Sanderson                 |
| Burr McIntosh       | – brukspatron Bartlett             |
| Kate Bruce          | – mor Bartlett                     |
| Mary Hay            | – Kate, brukspatronens brorsdotter |
| Creighton Hale      | – professorn                       |
| Emily Fitzroy       | – Maria Poole, värdinnan           |
| Porter Strong       | – Seth Holcombe                    |
| George Neville      | – "Rube" Whipple                   |
| Edgar Nelson        | – Hi Holler                        |